# 火山肺矽病
Pneumonoultramicroscopicsilicovolcanoconiosis（中文常譯作火山矽肺症）是一個由 45 個字母組成的英語詞，於 1935 年由 Nation Puzzlers' League 的時任會長 Everett M. Smith 所創。這是牛津英語詞典收錄的所有詞中最長的。不代表任何一種真實存在的疾病，因為沒有證據表明火山灰會導致塵肺病或矽肺病。這個詞也可能是為了造一個很長的詞而創造的。
常見的中文翻譯是「火山矽肺症」，但這樣的翻譯並沒有完整呈現這個詞的字面意義。

## 語源
按照主流的語源解釋，pneumonoultramicroscopicsilicovolcanoconiosis 可以拆分成：
1. pneumono-：古希臘語 πνεύμων「肺」的前綴形式。
2. ultra-：超。
3. microscopic：微小的。microscope「顯微鏡」的形容詞形式。
4. silico-：silicon「矽」的前綴形式。
5. volcano：火山。
6. coni-：古希臘語 κόνις「塵埃」的詞幹。
7. -osis：病。

也有說法認為，這個詞是由 ultramicroscopic、volcano、pneumoconiosis 和 silicosis 四個詞融合而成的。四個詞的意思如下：
1. ultramicroscopic：限外顯微鏡級的。ultramicroscope「限外顯微鏡」 的形容詞形式。
2. volcano：火山。
3. pneumoconiosis：塵肺病。
4. silicosis：矽肺病，是塵肺病的一種。